# Theologischer Preis der Salzburger Hochschulwochen
Der Theologische Preis der Salzburger Hochschulwochen wird seit 2006 von den Salzburger Hochschulwochen „in Anerkennung eines Gesamtwerks verliehen, das theologische Diskurse vorangebracht, herausgefordert und inspiriert hat bzw. dies bleibend tut.“ Aus diesem Selbstverständnis erkläre sich, warum auch Nicht-Theologen den Preis erhalten könnten.
Der Preis ist mit 5000 Euro dotiert.

## Preisträger
- 2006: Walter Kasper, Laudatio Eberhard Jüngel
- 2007: Johann Baptist Metz,
- 2008: Harding Meyer, Laudatio Magnus Striet
- 2009: Erich Zenger[1]
- 2010: Christoph Markschies[2]
- 2011: Bruno Forte[3]
- 2012: José Casanova[4]
- 2013: Karl Lehmann, Laudatio Hans Maier[5]
- 2014: Christoph Theobald und Michael Theobald[6]
- 2015: Angelika Neuwirth[7]
- 2016: Aleida Assmann, Jan Assmann[8]
- 2017: Eberhard Schockenhoff[9]
- 2018: Hans Joas[10]
- 2019: Karl-Josef Kuschel[11]
- 2021: Klaus Mertes[12]
- 2022: David Steindl-Rast[13]
- 2023: Susanne Heine[14]
- 2024: Hans-Joachim Höhn
- 2025: Paul M. Zulehner